# Vilhelm Junnila
Pour les articles homonymes, voir Junnila.
Lassi Vilhelm Junnila (né le 6 mars 1982 à Naantali) est un homme politique finlandais,.

## Carrière  politique
Vilhelm Junnila est élu député du parti des Finlandais de base aux élections législatives finlandaises de 2019 et de nouveau aux élections législatives finlandaises de 2023.
Vilhelm Junnila est président de la délégation finlandaise à l'Assemblée générale parlementaire de l'Organisation pour la sécurité et la coopération en Europe (OSCE).
Vilhelm Junnila est également président du conseil municipal de Naantali depuis l'automne 2021.
Avant d'être élu député, Vilhelm Junnila travaille comme assistant parlementaire pendant huit ans.
Il est le premier ministre de l'Économie du gouvernement Orpo.
Vilhelm Junnila annonce sa démission après avoir été ministre pendant 11 jours.